# Andriej Samochin
Andriej Samochin (ros. Андрей Самохин; ur. 20 stycznia 1985) – kazachski zapaśnik walczący w stylu klasycznym. Olimpijczyk z Pekinu 2008, gdzie zajął szesnaste miejsce w kategorii 84 kg.
Zajął 26. miejsce na mistrzostwach świata w 2014.
Srebrny medalista mistrzostw Azji w 2009, brązowy w 2008. Ósmy w Pucharze Świata w 2009 roku.